# Amiral Charner (croiseur cuirassé)
Pour les autres navires du même nom, voir Amiral Charner.
L'Amiral Charner est un croiseur cuirassé de la marine française, navire de tête de la classe Amiral Charner.

## Histoire

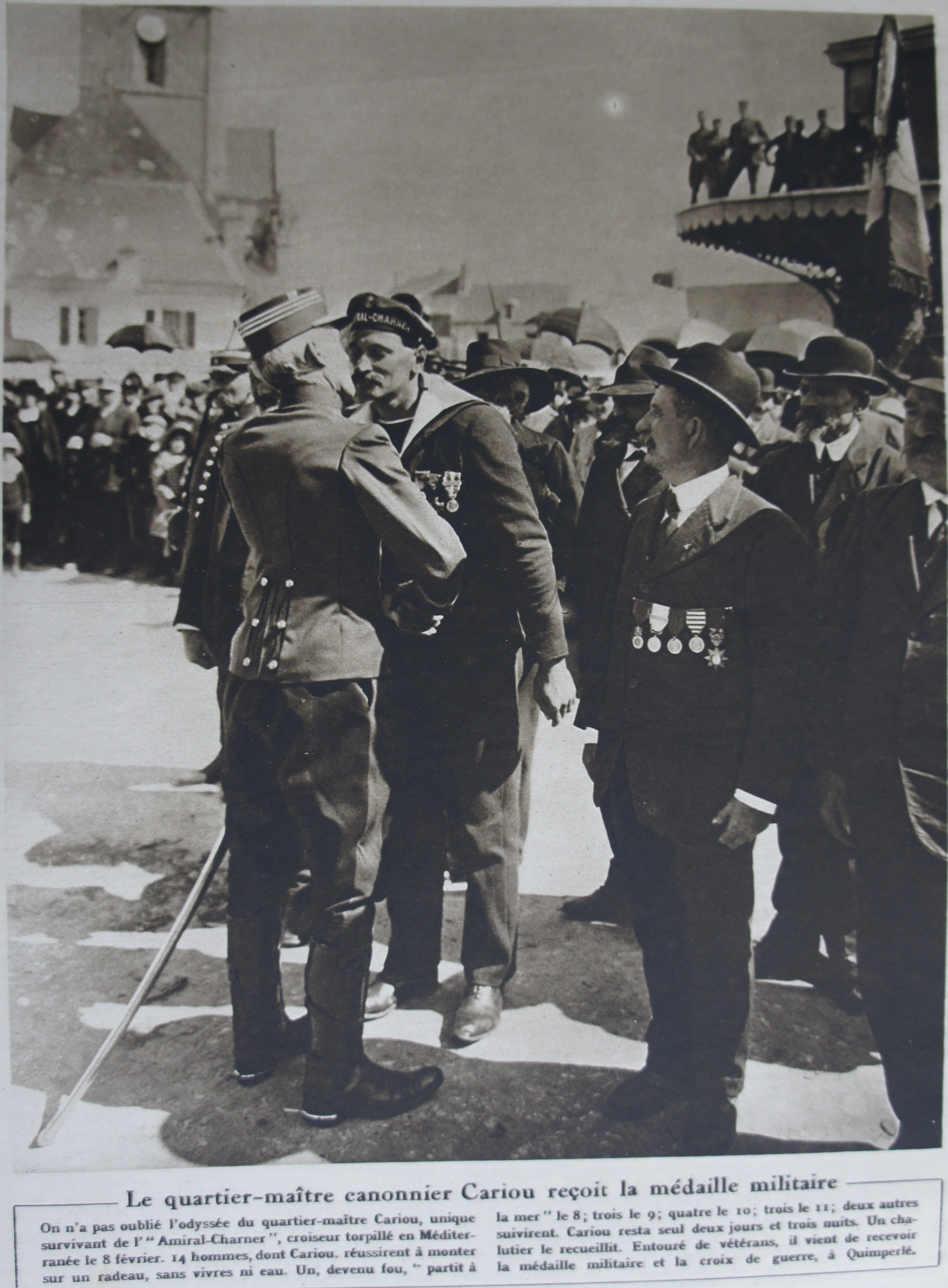
Cariou accueilli à Quimperlé par des vétérans publié dans Le Miroir du 21 mai 1916.

Il porte le nom de l'amiral Léonard Victor Charner.
Il rejoint, en 1896, les croiseurs de la mer Méditerranée, pour opérer en Crète. Puis il rejoint l'escadre d'Extrême-Orient, en 1901, remonte le Yangzi Jiang jusqu'à Hankou pour inaugurer le quai de la concession française.
Il revient en Méditerranée, dès 1905, et est mis en réserve à Toulon. Il opère la surveillance du canal de Suez en 1914, et participe, avec la Foudre, le Guichen, le Desaix et le D'Estrées, sous la conduite de l'amiral Darrieus, qui venait de prendre le relais de l'amiral Dartige du Fournet, à l'évacuation de 4100 Arméniens du Musa Dagh en septembre 1915.
Lors de son trajet de retour de l'île de Castellorizo, après un arrêt à l'île de Rouad, il devait atteindre Port-Saïd mais il est torpillé le matin du 8 février 1916 par un sous-marin allemand de type U-21 sous le commandement du Kapitänleutnan Otto Hersing (1885-1960), précisément par 33° 21 N et 34° 54 E à 42 milles de Beyrouth et à 15 milles de Sour, l'ancienne Tyr. Ses 4 736 tonnes coulent en deux à quatre minutes, et l'Amiral Charner s'immobilise à 1 500 mètres de profondeur. Il y eut 427 morts. Quatorze membres de l'équipage survivent au torpillage du navire et parviennent à se réfugier sur un radeau de fortune. Cependant, treize d'entre eux meurent avant d'être retrouvés par un chalutier. Il n'y a qu'un seul survivant, le quartier-maître canonnier Joseph-Marie Cariou,.